# Bryconella pallidifrons
Bryconella pallidifrons är en fiskart som först beskrevs av Fowler, 1946.  Bryconella pallidifrons ingår i släktet Bryconella och familjen Characidae. Inga underarter finns listade.